# Meaulne
Meaulne é uma ex-comuna francesa na região administrativa de Auvérnia-Ródano-Alpes, no departamento Allier. Estendeu-se por uma área de 21,26 km². Em 2010 a comuna tinha 919 habitantes (densidade: 43,2 hab./km²).
Em 1 de janeiro de 2016 foi fundida com as comunas de Vitray para a criação da nova comuna de Meaulne-Vitray.